# Merkava Mark 2
Le Merkava Mark 2 est un char de combat conçu par l'État d'Israël et le deuxième de la série des chars Merkava. Basé sur les retours d'expérience de l'opération Paix en Galilée, il est considéré comme une version améliorée du Merkava Mk. 1.

## Historique
La contrainte de n'utiliser que des composants existants et éprouvés pour le Merkava Mk. 1, n'a pas empêché l'équipe d'Israël Tal de prévoir l'intégration de nouvelles technologies destinées aux versions futures ainsi que la possibilité de moderniser les versions anciennes.
Le développement de la version Mk. 2 du Merkava commença dès les premières livraisons du Merkava Mk.1. Le Merkava Mk. 2 tient compte de l'expérience des combats de 1982, accroît les performances d'ensemble du Merkava d'environ 20 % toutes fonctions confondues ; les trois avancées majeures étant constituées par l'intégration d'une caméra thermique au viseur tireur, l'adoption d'une boîte de vitesses moderne et l'adjonction de surblindages composites sur la tourelle.
Le 20 septembre 2023, la police israélienne a annoncé qu'elle avait retrouvé un Merkava Mk. 2 volé au milieu d’une décharge de ferraille de la ville de Nesher, près de Haïfa. Le char était auparavant utilisé comme véhicule d'entraînement statique sur un champ de tir de Tsahal accessible au public, au nord du pays. Le ministère israélien de la Défense avait signalé le vol d'un de ses char de combat, à la suite de quoi la police a ouvert une enquête.

## Caractéristiques techniques

### Blindage

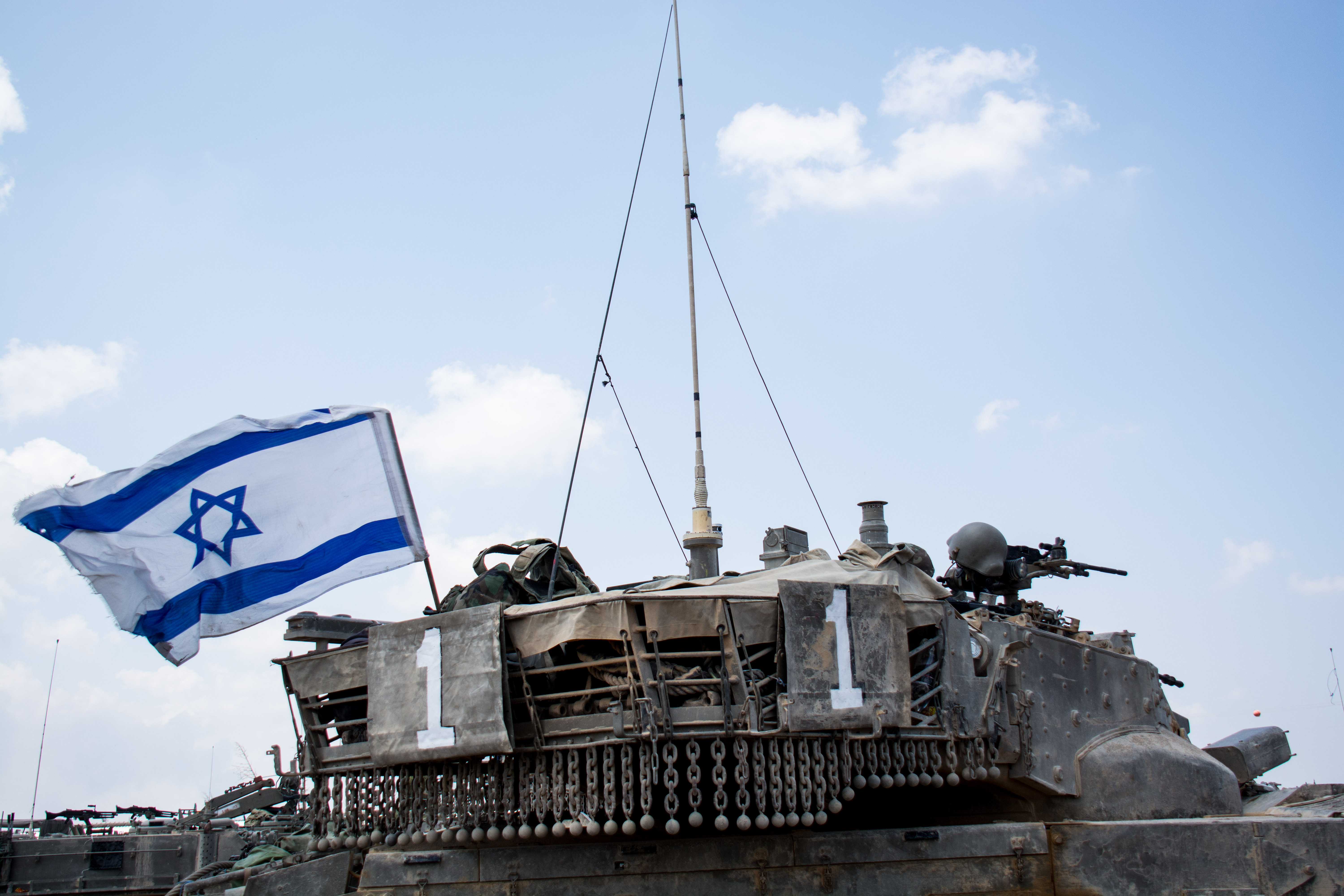
Le rideau de chaînes lestées protégeant le dessous de la nuque de la tourelle.

#### Tourelle
Le blindage est renforcé par un blindage rapporté sur la partie avant et les flancs de la tourelle. Ces éléments de surblindage en acier sont creux et contiennent un matériau composite.
Un rideau de chaînes d'acier à l'extrémité desquelles sont suspendues des sphères de lest a été fixé autour de la nuque de la tourelle. Il a pour but de protéger le dessous de cette dernière contre les projectiles antichar à charge creuse, en les faisant exploser prématurément lorsqu'ils frappent le rideau.

#### Caisse
La cloison séparant le réservoir de carburant situé à la pointe avant du châssis de la boîte de vitesses est renforcée sur le Mk. 2 par une plaque de blindage composite.
Les jupes latérales en acier sont remplacées par des pré-blindages latéraux en composite, plus épais.

### Armement

#### Secondaire
Le mortier de 60 mm, précédemment monté à l'extérieur sur le Merkava Mk. 1 a été relocalisé sous blindage, à l'intérieur du compartiment de combat. Il est situé devant le volet de la trappe du chargeur et mis en œuvre par ce dernier. Vingt-quatre obus de 60 mm sont embarqués, ce nombre peut être augmenté à trente en réduisant l'emport en munitions 105 mm.

### Conduite de tir
Le Merkava Mk. 2 emploie la conduite de tir Matador Mark 2 qui utilise un calculateur balistique numérique et un télémètre laser amélioré.

### Mobilité

#### Motorisation
Le Merkava Mk. 2 possède la version 7A de la série de moteur Diesel  AVDS-1790. Par rapport à l'AVDS-1790-6A employée sur le Merkava Mk. 1, l'AVDS-1790-7A est quarante-deux chevaux plus puissant (950 ch) grâce à un système d'injection modernisé.

#### Transmission
La boîte de vitesses Renk (de) RK-304 installée sur le Merkava Mk. 2 améliore significativement son accélération et sa maniabilité.
La RK-304 est une boîte de vitesses automatique de type "Power Shift" à passage de rapport électro-hydraulique.
Quatre rapports sont disponibles en marche-avant et deux en marche-arrière, ils peuvent être sélectionnés automatiquement ou manuellement. Elle contient un convertisseur de couple à verrouillage, ce dernier est directement couplé au vilebrequin, éliminant le besoin d'avoir un volant d'inertie.
Un groupe hydrostatique de direction permet assure la direction assistée. La boîte de vitesses RK-304 peut fonctionner avec un moteur pouvant développer jusqu'à 1 200 ch, elle est donc également utilisée sur le Merkava Mk. 3.

#### Suspension
Le Merkava Mk. 2 reprend la suspension du Mk. 1.

## Variantes
- Mk. 2A : modèle original du Merkava Mk. 2.
- Mk. 2B : le viseur tireur est désormais équipé d'une caméra thermique, conduite de tir améliorée.
- Mk. 2C : le toit de la tourelle est recouvert d'un surblindage composite
- Mk. 2D (Dor Dalet) : version modernisée recouvert d'un blindage composite modulaire sur la tourelle, les déports de caisse et la partie du glacis devant le conducteur.
- Ofek : ancien Merkava Mk. 2 transformé à partir de 2015 en véhicule de commandement, la tourelle a été remplacée par une casemate entourée d'un blindage cage[4].